# Saba Sazonov
Saba Sazonov   (Sant Petersburg, 1 de febrer de 2002) és un futbolista georgià que juga com a central a l'Empoli de la Sèrie A cedit pel Torino. Nascut a Rússia, juga amb la selecció de Geòrgia a nivell internacional.

## Trajectòria

#### Primers anys
La seva mare, Nino Nishnianidze, és una antiga jugadora professional de voleibol georgiana de Samtredia. Es va traslladar a Sant Petersburg, on va conèixer el seu marit i va néixer en Saba. Durant la seva infantesa, es van traslladar a Geòrgia i després va tornar a Rússia, per sentir-se més còmode amb la llengua i la cultura dels dos països.

### Rússia
Sazonov va debutar a la Premier League russa amb el FC Zenit Saint Petersburg el 16 de maig de 2021 en un partit contra el FC Tambov. Va ser substituït per Magomed Ozdoyev al minut 76.
El juny de 2021, es va uincorporar al Dinamo Moscou per fer una prova. Dies després, el 9 de juliol de 2021, va signar un contracte de tres anys amb Dinamo.

#### Itàlia
El 31 d'agost de 2023, va fitxar pel Torino de la Sèrie A, éssent així el tercer georgià que jugaria a la lliga italiana durant la temporada 2023-24.[6] Va debutar el 27 de setembre de 2023 en la derrota per 2-0 fora de casa contra la Lazio, substituint Alessandro Buongiorno, convertint-se així en el primer futbolista georgià que va vestir la samarreta del club Granat.
Després d'haver participat només en 13 partits de lliga amb el Torino a la seva primera temporada, Sazonov va ser cedit per un any amb opció a compra a l'Empoli el 30 d'agost de 2024.

## Selecció Georgiana
Al setembre de 2022 va ser convocat per a la selecció nacional de futbol sub-21 de Geòrgia. També va ser convocat per a la selecció nacional de futbol sub-21 de Rússia per a les mateixes dates, però va optar per representar a Geòrgia. Va debutar amb la selecció nacional de Geòrgia en un amistós que va perdre per 3-0 davant el Marroc el 17 de novembre de 2022.
L'any 2023 va participar al Campionat d'Europa sub-21, marcant un gol en el primer partit de la fase de grups (en la que va ser la primera victòria de Geòrgia en aquesta competició, on era debutant).

## Estadístiques als seus clubs
Actualitzat a 17 d'agost de 2024
| Club                                | Divisió       | Temporada     | Lliga   | Lliga | Copes nacionals | Copes nacionals | Copes internacionals | Copes internacionals | Total   | Total |
| Club                                | Divisió       | Temporada     | Partits | Gols  | Partits         | Gols            | Partits              | Gols                 | Partits | Gols  |
| ----------------------------------- | ------------- | ------------- | ------- | ----- | --------------- | --------------- | -------------------- | -------------------- | ------- | ----- |
| FC Zenit-2 Sant Petersburg · Rússia | 3.ª           | 2019-20       | 6       | 0     | ―               | ―               | ―                    | ―                    | 6       | 0     |
| FC Zenit-2 Sant Petersburg · Rússia | 3.ª           | 2020-21       | 17      | 3     | ―               | ―               | ―                    | ―                    | 17      | 3     |
| FC Zenit-2 Sant Petersburg · Rússia | Total club    | Total club    | 23      | 3     | 0               | 0               | 0                    | 0                    | 23      | 3     |
| Zenit de Sant Petersburg · Rússia   | 1.ª           | 2020-21       | 1       | 0     | 0               | 0               | ―                    | ―                    | 1       | 0     |
| Zenit de Sant Petersburg · Rússia   | Total club    | Total club    | 1       | 0     | 0               | 0               | 0                    | 0                    | 1       | 0     |
| FC Dinamo Moscou II · Rússia        | 3.ª           | 2021-22       | 9       | 2     | ―               | ―               | ―                    | ―                    | 9       | 2     |
| FC Dinamo Moscou II · Rússia        | Total club    | Total club    | 9       | 2     | 0               | 0               | 0                    | 0                    | 9       | 2     |
| FC Dinamo Moscou · Rússia           | 1.ª           | 2021-22       | 6       | 0     | 0               | 0               | ―                    | ―                    | 6       | 0     |
| FC Dinamo Moscou · Rússia           | 1.ª           | 2022-23       | 24      | 1     | 9               | 0               | ―                    | ―                    | 33      | 1     |
| FC Dinamo Moscou · Rússia           | 1.ª           | 2023-24       | 4       | 0     | 1               | 0               | ―                    | ―                    | 5       | 0     |
| FC Dinamo Moscou · Rússia           | Total club    | Total club    | 34      | 1     | 10              | 0               | 0                    | 0                    | 44      | 1     |
| Torino FC · Itàlia                  | 1.ª           | 2023-24       | 12      | 0     | 0               | 0               | ―                    | ―                    | 12      | 0     |
| Torino FC · Itàlia                  | 1.ª           | 2024-25       | 1       | 0     | 0               | 0               | ―                    | ―                    | 1       | 0     |
| Torino FC · Itàlia                  | Total club    | Total club    | 13      | 0     | 0               | 0               | 0                    | 0                    | 13      | 0     |
| Empoli FC · Itàlia                  | 1.ª           | 2024-25       | 0       | 0     | 0               | 0               | ―                    | ―                    | 0       | 0     |
| Empoli FC · Itàlia                  | Total club    | Total club    | 0       | 0     | 0               | 0               | 0                    | 0                    | 0       | 0     |
| Total carrera                       | Total carrera | Total carrera | 80      | 6     | 10              | 0               | 0                    | 0                    | 90      | 6     |

## Palmarès
Zenit Sant Petersburg
- 1 Lliga Premirer Russa: 2020–21